# هربرت بینبریج
هربرت بینبریج (انگلیسی: Herbert Bainbridge; ۲۹ اکتبر ۱۸۶۲ – ۳ مارس ۱۹۴۰) بازیکن کریکت، و بازیکن فوتبال اهل بریتانیا بود.